# Puchar Świata w skokach narciarskich w Pjongczangu
Zawody Pucharu Świata w skokach narciarskich w Pjongczangu – zawody w skokach narciarskich, przeprowadzane w ramach Pucharu Świata w skokach narciarskich od sezonu 2016/2017. Areną zmagań jest skocznia Alpensia Jumping Park w południowokoreańskim ośrodku narciarskim Alpensia Resort w powiecie Pjongczang.
Pierwsze dwa konkursy na skoczni w Pjongczangu odbyły się 15 i 16 lutego 2017, w ramach próby przedolimpijskiej.

## Podium poszczególnych konkursów PŚ w Pjongczangu

### Mężczyźni
| Lp. | Data           | Skocznia              | HS    | Uwagi | 1. miejsce   | 2. miejsce        | 3. miejsce        |
| --- | -------------- | --------------------- | ----- | ----- | ------------ | ----------------- | ----------------- |
| 1.  | 15 lutego 2017 | Alpensia Jumping Park | HS140 | nocny | Stefan Kraft | Andreas Wellinger | Kamil Stoch       |
| 2.  | 16 lutego 2017 | Alpensia Jumping Park | HS109 | nocny | Maciej Kot   | Stefan Kraft      | Andreas Wellinger |

### Kobiety
| Lp. | Data           | Skocznia              | HS    | Uwagi | 1. miejsce     | 2. miejsce     | 3. miejsce   |
| --- | -------------- | --------------------- | ----- | ----- | -------------- | -------------- | ------------ |
| 1.  | 15 lutego 2017 | Alpensia Jumping Park | HS109 | nocny | Yūki Itō       | Sara Takanashi | Ema Klinec   |
| 2.  | 16 lutego 2017 | Alpensia Jumping Park | HS109 | nocny | Sara Takanashi | Yūki Itō       | Maren Lundby |